# Onyinye Chikezie
Onyinye Chikezie (* 23. März 1973) ist eine ehemalige nigerianische Leichtathletin, die sich auf den Sprint spezialisiert hat. Ihre größten Erfolge feierte sie mit dem Gewinn der Goldmedaille über 100 und mit der 4-mal-100-Meter-Staffel bei den Afrikameisterschaften 1990 in Kairo.

## Sportliche Laufbahn
Erste internationale Erfahrungen sammelte Onyinye Chikezie vermutlich im Jahr 1990, als sie bei den Afrikameisterschaften in Kairo in 11,56 s die Goldmedaille im 100-Meter-Lauf gewann und siegte mit der nigerianischen 4-mal-100-Meter-Staffel in 45,06 s gemeinsam mit Chioma Ajunwa, Mary Tombiri und Fatima Yusuf. 1992 gewann sie bei den Afrikameisterschaften in Belle Vue Maurel mit der Staffel in 45,19 s gemeinsam mit Mary Tombiri, Rufina Ubah und Ime Akpan die Silbermedaille hinter dem südafrikanischen Team. Anschließend schied sie bei den Juniorenweltmeisterschaften in Seoul mit 11,92 s und 24,58 s jeweils im Halbfinale über 100 und 200 Meter aus und verpasste im Staffelbewerb mit 46,58 s den Finaleinzug. Im Jahr darauf startete sie mit der 4-mal-400-Meter-Staffel bei der Sommer-Universiade in Buffalo und gewann dort in 3:34,97 min die Bronzemedaille hinter den Teams aus den Vereinigten Staaten und Kuba.